# Educação de sexo único

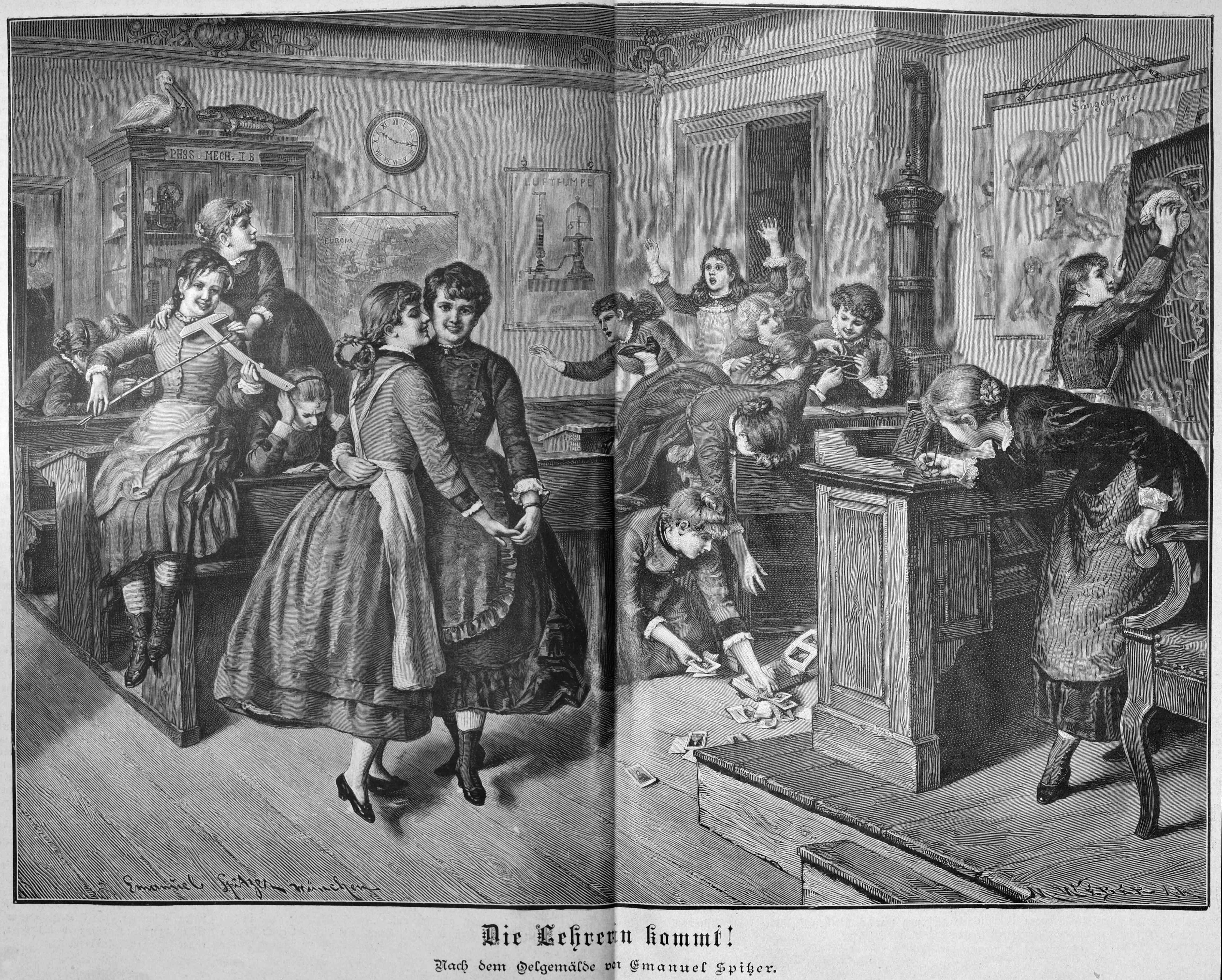
Garotas de escola alemã, 1888, por Emanuel Spitzer.

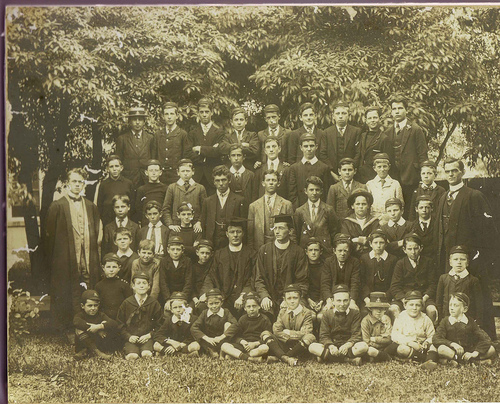
Rapazes na Trinity Grammar School (Nova Gales do Sul), 1913.

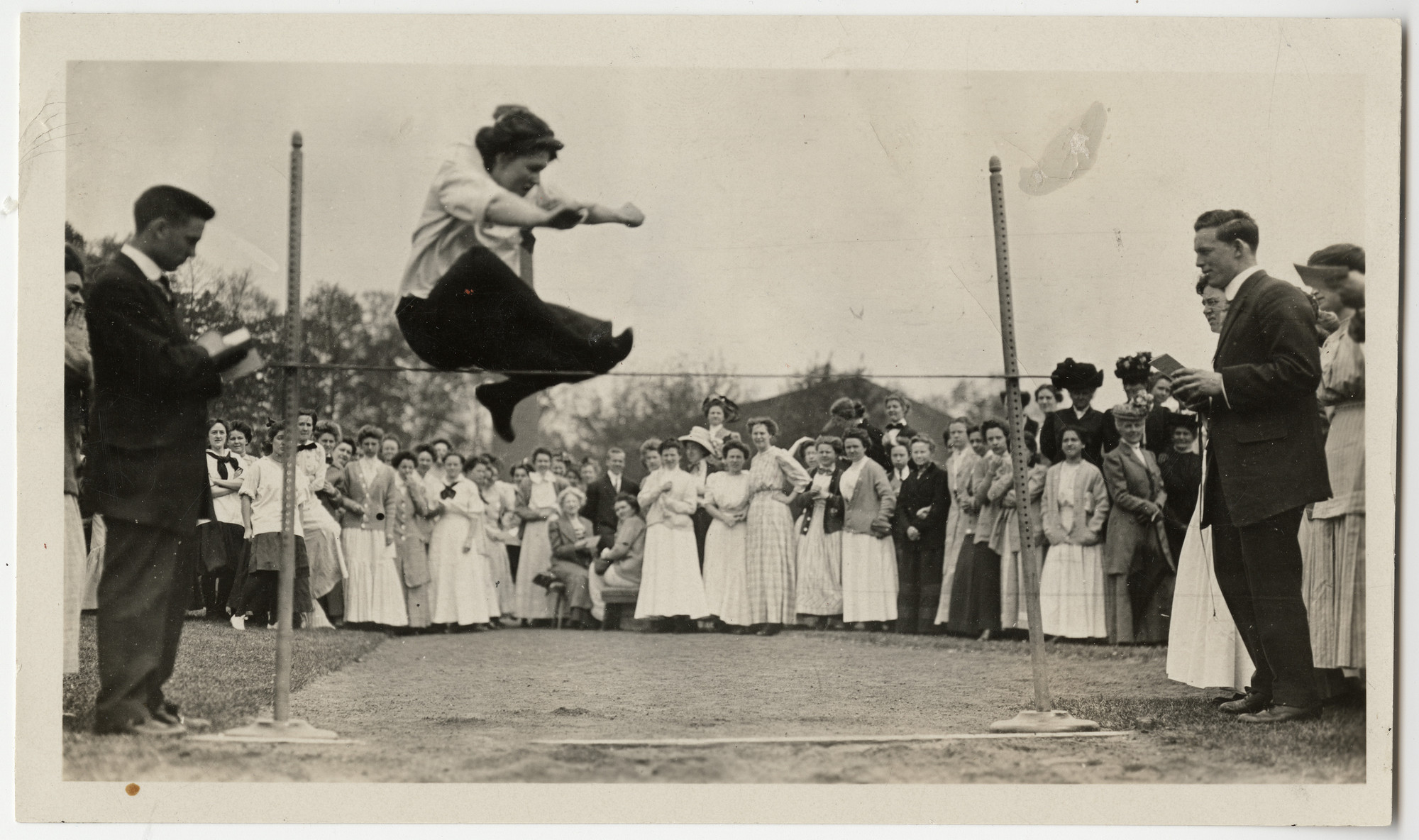
Anne Hall praticando salto em altura em 11 de maio de 1910. Hall fazia pare da turma de 1910 do Mount Holyoke College, uma faculdade das chamadas Sete Irmãs.

A educação para um único sexo, também conhecida como educação para um único gênero e educação isolada de gênero, é a prática de conduzir a educação com alunos do sexo masculino e feminino frequentando classes separadas, talvez em edifícios ou escolas separados. A prática de escolaridade de sexo único era comum antes do século XX, principalmente no ensino médio e superior. A educação para pessoas do mesmo sexo é praticada em muitas partes do mundo com base na tradição e na religião. Recentemente, tem havido um surto de interesse e o estabelecimento de escolas se sexo único devido à pesquisa educacional. A educação para um único sexo é praticada em muitos países de maioria muçulmana; enquanto em outras partes do mundo é mais popular no Chile, Israel, Coreia do Sul e países de língua inglesa, como Singapura, Irlanda, Reino Unido, Hong Kong, Nova Zelândia, África do Sul e Austrália. No mundo ocidental, a educação de sexo único está principalmente associada ao setor privado, com o setor público (estatal) sendo predominantemente misto; enquanto no mundo muçulmano as escolas públicas e privadas são segregadas por sexo. As motivações para a educação para um único sexo variam de ideias religiosas de segregação sexual a crenças de que os sexos aprendem e se comportam de maneira diferente. Como tal, elas prosperam em um ambiente do mesmo sexo. No século XIX, nos países ocidentais, escolas de aperfeiçoamento para meninas do mesmo sexo e faculdades para mulheres ofereciam às mulheres uma chance de educação em um momento em que lhes era negado o acesso às instituições de ensino regular. O primeiro foi especialmente comum na Suíça, o último nos Estados Unidos e no Reino Unido, pioneiros na educação feminina.

## História

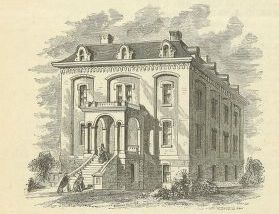
The New England Female Medical College.

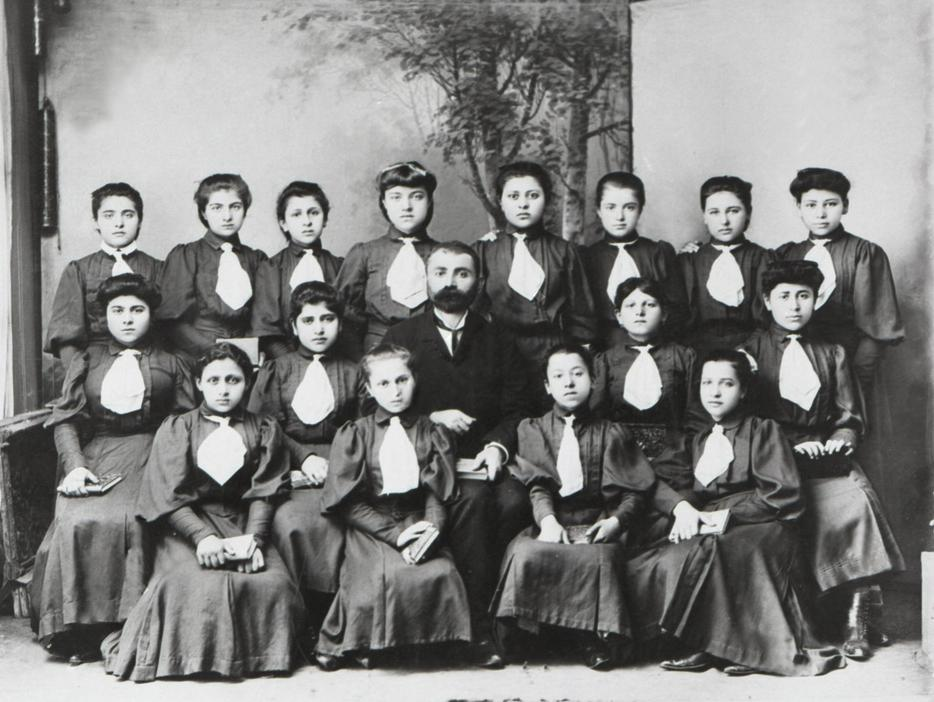
Escola para meninas em Trebizond (moderna Trebizonda), início do século XX.

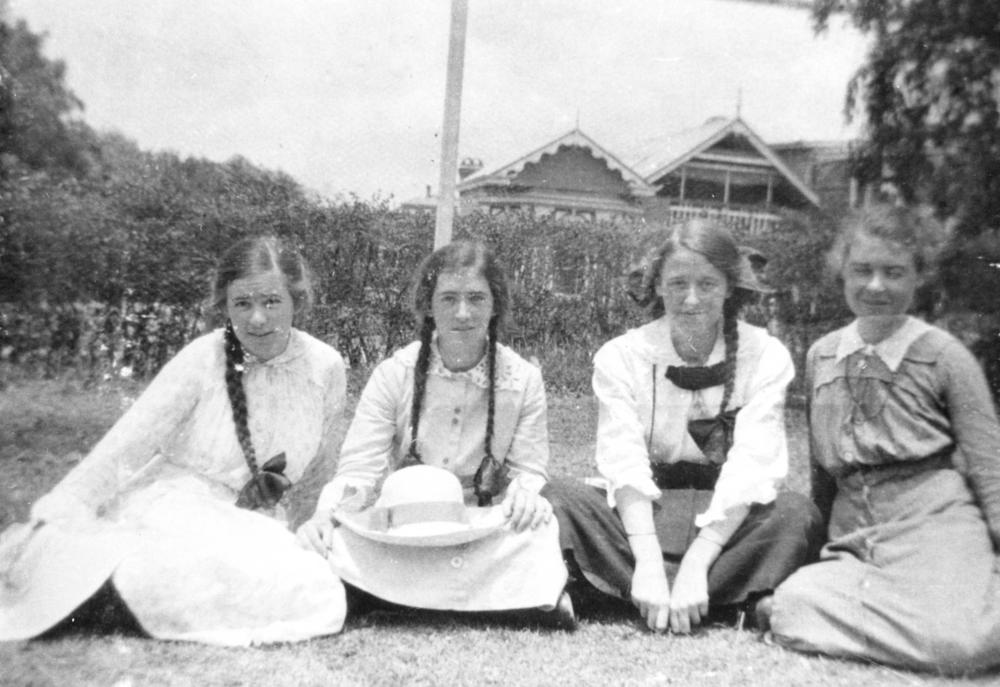
Alunas da Escola Secundária de Meninas de Brisbane, 1914.

Na Europa Ocidental, antes do século XIX, a forma mais comum de as meninas acessarem a educação era em casa, por meio de aulas particulares, e não na escola, devido à forte resistência ao envolvimento das mulheres nas escolas. Essa atitude começou a mudar nos séculos 17 e 18, onde escolas para meninas foram estabelecidas tanto na Europa católica, onde eram administradas por freiras, quanto na Europa protestante, onde eram administradas por governantas, filantropos e empresários. O desenvolvimento foi semelhante nos Estados Unidos, onde também se estabeleceram com sucesso instituições educacionais para mulheres. Estas eram diferentes e consideradas inferiores às instituições dos homens. No entanto, elas criaram algumas das primeiras oportunidades de ensino superior formalizado para mulheres no mundo ocidental. Os colégios das Sete Irmãs ofereceram uma emancipação sem precedentes para as mulheres. O pioneiro Salem College de Winston-Salem, Carolina do Norte foi fundado em 1772, originalmente como uma escola primária, mais tarde se tornando uma academia (colégio) e finalmente uma faculdade. O New England Female Medical College (1848) e o Woman's Medical College da Pensilvânia (1850) foram as primeiras instituições médicas do mundo estabelecidas para treinar mulheres em medicina e oferecer-lhes o diploma de M.D.

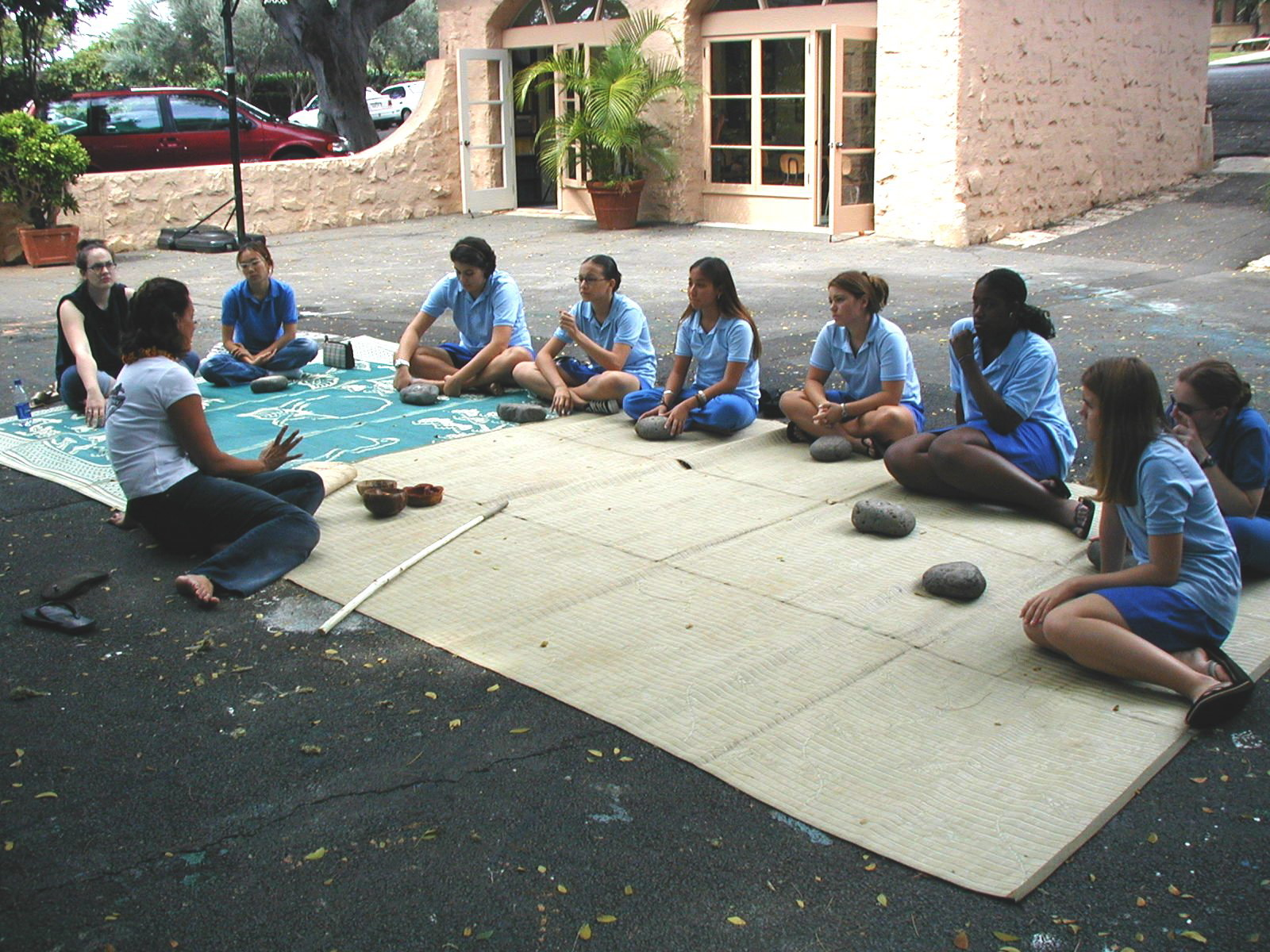
La Pietra: escola havaiana para meninas.

Durante o século XIX, as ideias sobre educação começaram a mudar: ideias modernas que definiam a educação como um direito, em vez de um privilégio disponível apenas para uma pequena elite, começaram a ganhar apoio na América do Norte e na Europa. A educação primária em massa foi introduzida e mais e mais escolas mistas foram abertas. Junto com a educação em massa, a co-educação se tornou o padrão em muitos lugares. O aumento da secularização no século XX também contribuiu para a aceitação da educação de sexos mistos. Em 1917, a co-educação foi instituída na União Soviética. De acordo com Cornelius Riordan, "No final do século XIX, a coeducação era quase universal nas escolas públicas americanas de ensino fundamental e médio (ver Kolesnick, 1969; Bureau of Education, 1883; Butler, 1910; Riordan, 1990). Além disso, no final do século XX, isso era amplamente verdade em todo o mundo. No Reino Unido, Austrália e Irlanda, a tradição de educação para pessoas do mesmo sexo permaneceu bastante forte até a década de 1960. As décadas de 1960 e 1970 foram um período de intensas mudanças sociais. Muitas leis antidiscriminação foram aprovadas durante aquela época, como o Título IX de 1972. Wiseman (2008) mostra que em 2003, apenas alguns países globalmente têm mais de um ou dois por cento de escolas para um único sexo. Mas há exceções em que o percentual de escolas para um único sexo excede 10%: Bélgica, Chile, Singapura, Reino Unido, Hong Kong, Israel, Nova Zelândia, Austrália, Coreia do Sul e a maioria dos países muçulmanos. Recentemente, no entanto, tem havido um ressurgimento do interesse em escolas para um único sexo nas sociedades modernas em todo o mundo, tanto no setor público quanto no privado (Riordan, 2002). "

## Efeitos
O tópico da educação para um único sexo é controverso. Os defensores argumentam que ajuda os resultados dos alunos, como pontuações em testes, taxas de graduação e soluções para dificuldades comportamentais. Os oponentes, no entanto, argumentam que as evidências de tais efeitos são infladas ou inexistentes e, em vez disso, argumentam que tal segregação pode aumentar o sexismo e prejudicar o desenvolvimento das habilidades interpessoais.
Os defensores da educação de sexo único acreditam que existem diferenças de gênero persistentes em como meninos e meninas aprendem e se comportam em ambientes educacionais e que tais diferenças merecem educá-los separadamente. Uma versão desse argumento sustenta que as diferenças cerebrais entre homens e mulheres favorecem a implementação de métodos de ensino específicos de gênero, mas tais afirmações não têm resistido a um escrutínio rigoroso. Além disso, os defensores da educação unissexual argumentam que, ao segregar os gêneros, os alunos não se distraem com as ações do outro gênero nas salas de aula.